# Guadeloupeara
Guadeloupeara (Ara guadeloupensis) är en utdöd fågel i familjen västpapegojor inom ordningen papegojfåglar. Den tros tidigare ha förekommit på ön Guadeloupe i Västindien. Arten har länge betraktats som tvivelaktig, men nu har det både anträffats fossilfynd och kommit fram nya historiska källor som pekar på att det var en separat art. 

## Taxonomi
Inget bevarat exemplar finns av guadeloupearan, men det finns flera samtida beskrivningar av fågeln, liksom ett fåtal illustrationer. Papegojor som tros vara guadeloupearor nämns först av spanska historikern Gonzalo Fernández de Oviedo y Valdés 1553 och hänvisar till bibliografen Ferdinand Columbus beskrivning av hönsstora papegojor som de infödda kallar "Guacamayas". Den franske naturforskaren Comte de Buffon konstaterade 1774 att Christopher Columbus påträffat aror på Guadeloupe. Även Jean-Baptiste Labat beskrev arten 1742, liksom franske botanikern Jean-Baptiste Du Tertre som även illustrade fågeln. Författare som naturforskaren George Edwards och ornitologen John Latham har också nämnt röda och blå aror på öar utanför America.

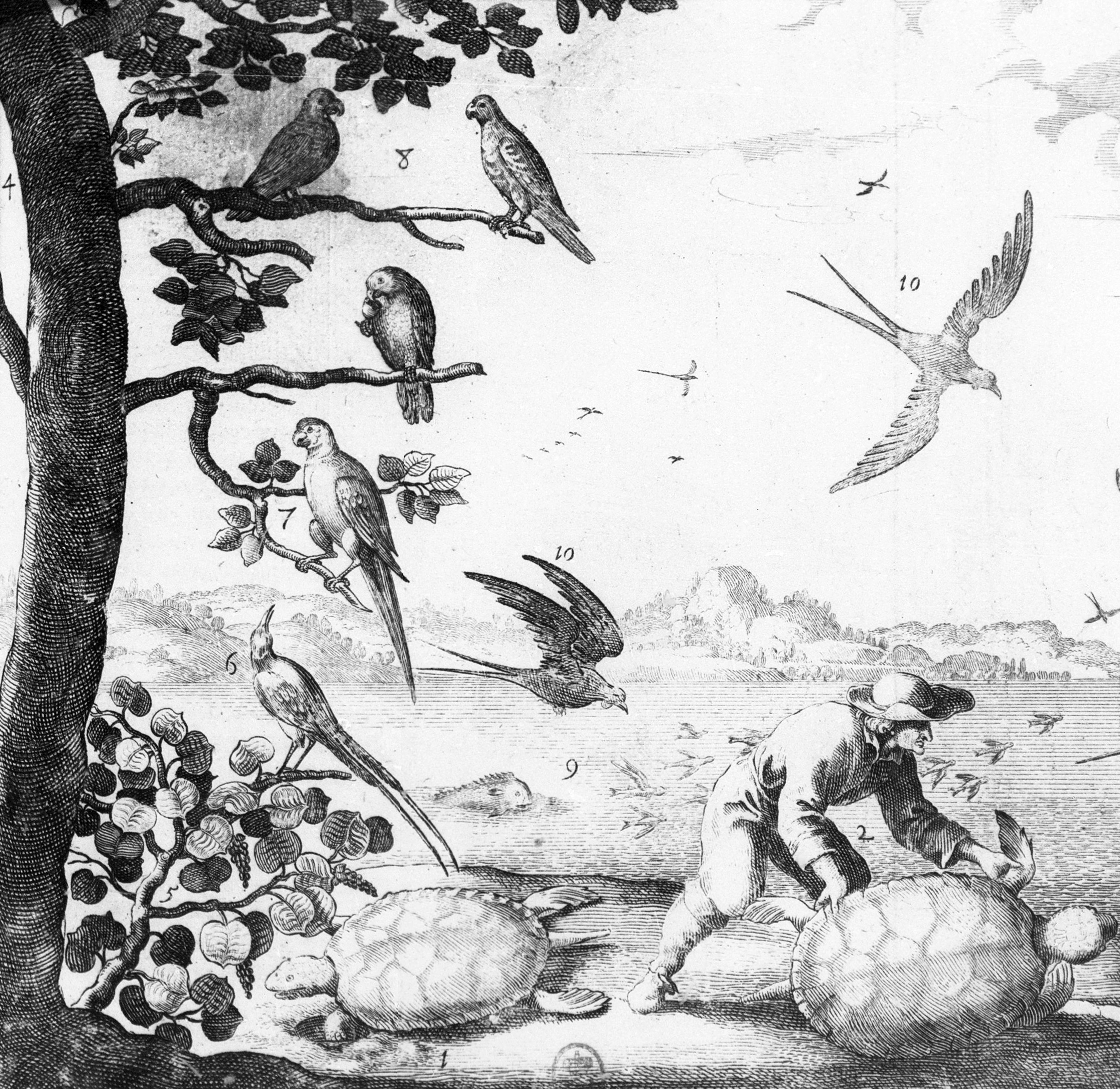
Illustration av Jean-Baptiste Du Tertre från 1667 som visar tre "guadeloupeamazoner" (8) och en guadeloupeara (7) på trädet till vänster.

På basis av dessa omnämnanden samt en illustration från 1765 beskrev amerikanske zoologen Austin Hobart Clark arten vetenskapligt 1905. Han noterade att den skiljer sig på flera sätt från den ytligt lika röda aran (A. macao), liksom grönvingad ara (A. chloropterus) och kubaara (A. tricolor). Arten därefter ansetts vara spekulativ eftersom något exemplar aldrig hittats och att de beskrivningar som finns istället utgjorde aror från det sydamerikanska fastlandet. 1967 spekulerade den amerikanske ornitologen James Greenway att arorna på Guadeloupe möjligen hade importerats från andra öar.
Under utgrävningar i avlagringar från sen pleistocen på den närliggande ön Marie-Galante 2013-2014 hittade dock ekologerna Monica Gala och Arnaud Lenoble ett kloben tillhörande en ara, vilket visar att det fanns aror i området innan människan kom dit, först för 5 300 år sedan. Benet antogs tillhöra guadeloupearan på grund av storleken, men eftersom det inte fanns något exemplar att jämföra med, endast illustrationer och ögonvittnesskildringar, var denna slutsats endast tentativ.
Senare under 2015 studerade Lenoble förbisedda historiska spanska och franska källor där hänvisningar finns till huvudsakligen röda aror liknande guadeloupearan. Den franske missionären Raymond Breton som befann sig på ön 1635–1654 beskriver också hur ursprungsbefolkningen tydligt skilde på guadeloupearan och röda aror från det sydamerikanska fastlandet, vilket stödjer tanken att guadeloupearan skulle utgöra en egen art.

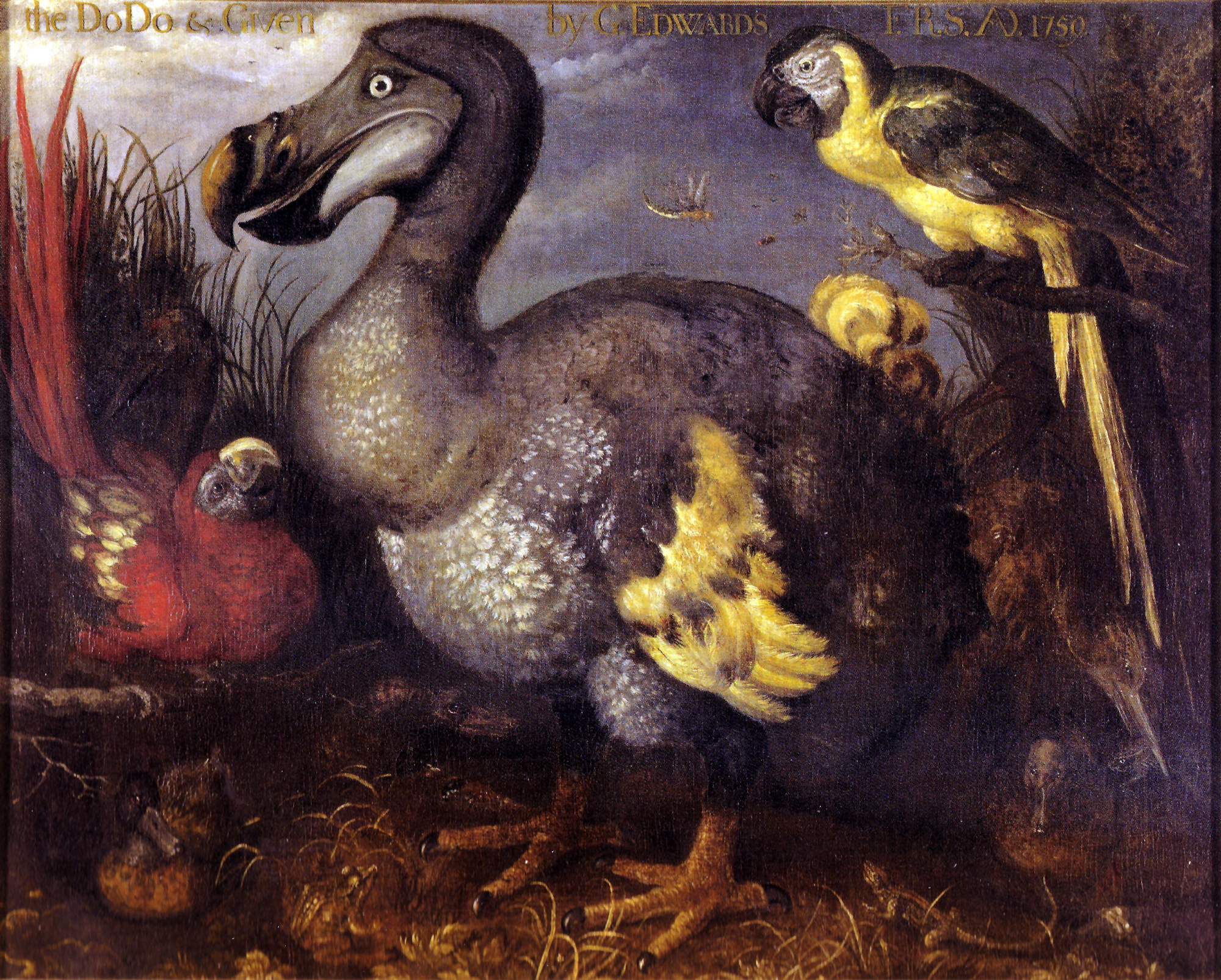
Edwards dront, en målning från 1626 av Roelant Savery som möjligen visar en guadeloupeara till vänster och den hypotetiska "martiniquearan" till höger.

## Utseende
Enligt samtida beskrivningar liknade guadeloupearan den röda aran med röd kropp och rött blått och gult i vingarna. Stjärten var dock kortare (38–51 cm jämfört med röda arans 61 cm) och helröda, ej med blå kanter och blå spets. Den utdöda kubaaran hade ännu kortare stjärt, endast 30 cm lång.
Du Tertre beskrev guadeloupearan 1654 enligt följande:
| ” | Aran är störst av alla papegojor; för även om papegojor på Guadeloupe är större än alla andra papegojor både på öarna och på fastlandet, är arorna en tredjedel större än dem... Huvud, hals, undersida och rygg är flamfärgade. Vingarna är en blandning av gult, azurblått och scharlakansrött. Stjärten är helröd och en och en halv fot lång. | „ |

Clark omvandlade stjärtmåttet till 18 tum, men Lenoble poängterade att en fot i Frankrike på 1600-talet var något längre än dess engelska motsvarighet och måttet ska istället omvandlas till 19,3 tum (49 cm).
1742 beskrev Labat guadeloupearan på ett liknande sätt, dock med fler detaljer:
| ” | Den är lika stor som en fullvuxen höna. Fjädrarna på huvud, hals, rygg och undersida är flamfärgade; vingarna är en blandning av blått, gult och rött; stjärten, som är mellan 15 och 20 tum i längd, är helröd. Huvud och näbb är mycket stora och den går allvarsamt; den talar mycket väl, om den lärs upp när den är ung; rösten är stark och distinkt; den är älskvärd och vänlig och tillåter sig att bli smekt... | „ |

Båda författare beskriver aran som störst av papegojorna på Guadeloupe och betonade att papegojorna på de olika karibiska öarna var alla distinkta och kunde skiljas åt i både utseende och läten. Det antyder att dessa fåglar inte kan ha utgjort förrymda sydamerikanska aror. Dessutom rimmar Labats beskrivning av guadeloupearans beteende illa med de i Sydamerika.
Bretons beskrivning från mitten av 1600-talet bekräftar att guadeloupearan skiljer sig från fastlandets röda aror:
| ” | Aror är större än papegojor, med en mycket vacker fjäderdräkt blandat med lila i stjärt och vingar... Aror på öarna kallas Kínoulou, honorna Caarou. Coyáli hittas på kontinenten och är rödare och mer elegant än varianten på ön. | „ |

Bortsett från Du Tertres teckning från 1667 och Labats variant av denna från 1722 finns några få illustrationer av röda aror som kan utgöra guadeloupearan. En plansch medföljande Buffons encyklopedi Histoire Naturelle av 1765 års utgåva visar en röd ara med helröda stjärtfjädrar och mer rött på tertialer och skapularer än hos den röda aran. Målningen antyder att ett exemplar kan ha funnits i Europa vid den tiden. Carl von Linné citerade planschen när han beskev den röda aran vetenskapligt 1766, men hans beskrivning matchar inte fågeln på bilden. På en målning av holländske konstnären Roelant Savery från 1726 som visar en dront suns även en röd ara vars utseende stämmer överens med beskrivningarna av guadeloupearan.

## Levnadssätt

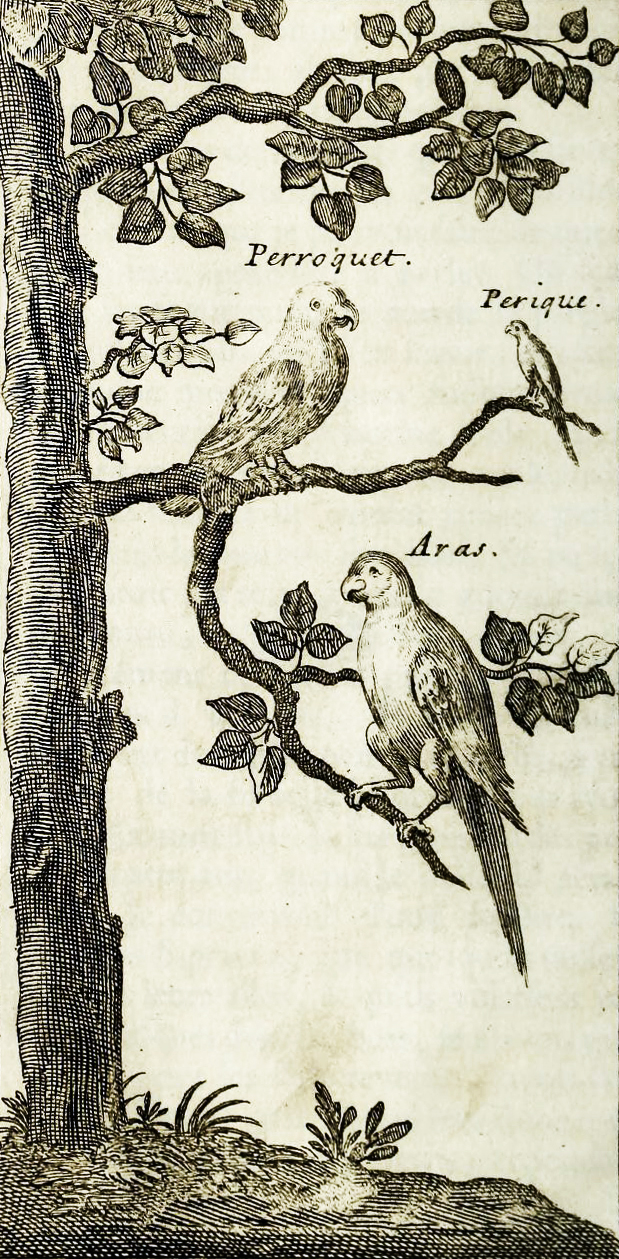
Jean-Baptiste Labats illustration från 1722 som visar en guadeloupeamazon och en "guadeloupeparakit" (Psittacara labati) ovan och en guadeloupeara under.

Du Tertre beskrev guadeloupearans beteende i detalj 1654:
| ” | Denna fågel lever på bär, och frukt från vissa träd, men framför allt från äpplen av manchioneel (!) som är ett kraftfullt och frätande gift för andra djur. Det är en vacker syn i denna värld att se tio eller ett dussin aror i ett grönt träd. Dess läte är högt och genomträngande, och de skriker alltid i flykten. Om man härmar dess skri tystnar de. De har en allvarlig och värdig hållning, och är så långt ifrån att bli skrämda av många avlossade skott under ett träd där de sitter, att de kan stirra på sina kamrater som döda faller ner utan att störas alls, så att man kan skjuta fem eller sex gånger in i samma träd utan att de skräms. | „ |

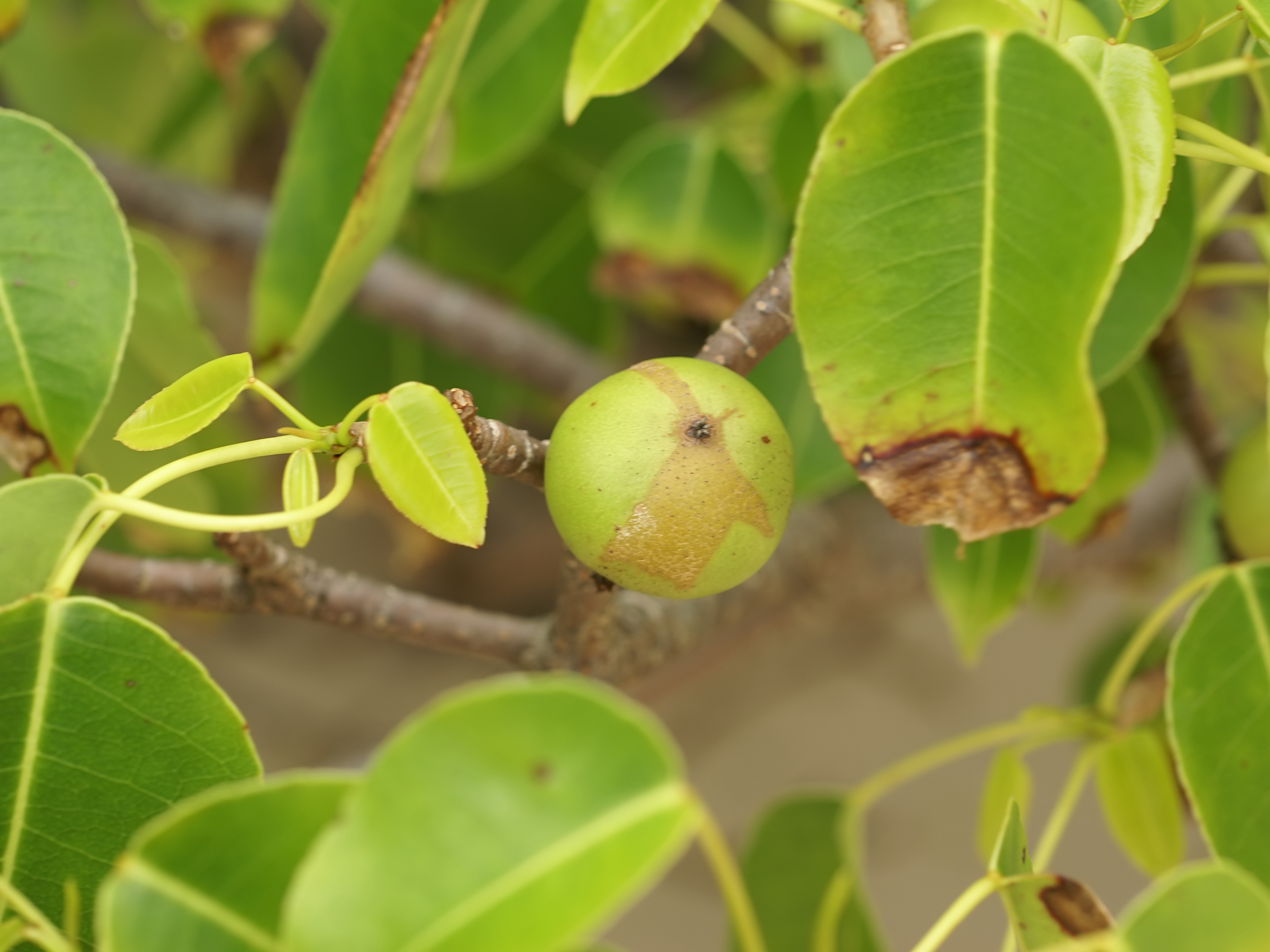
Den giftiga frukten från trädet Hippomane mancinella var en del av guadeloupearans föda.

I ett verk från 1667 ger Du Tertre en liknande beskrivning och tillägger att den äter enbart de giftiga frukterna från Hippomane mancinella vid födobrist. Han beskriver också fågelns monogama häckningsbeteende:
| ” | Hanen och honan är oskiljaktiga livskamrater och det är sällsynt att den ses ensam. När de önskar häcka (vilket de gör en eller två gånger per år) gör de ett hål med sina näbbar i stammen av ett stort träd, och bygger ett bo med fjädrar från sin egen kropp. De lägger två ägg stora som de från en rapphöna (Perdix cinerea)... Arorna är mycket större än andra papegojor på Guadeloupe eller Grenada och lever längre än en människa; men de är nästan alla utsatta för en växande sjukdom. | „ |

## Utdöende
1534 skrev den tyske historikern Johann Huttich att skogarna på Guadeloupe var fulla av aror, tydligen så allmänna som gräshoppor. 1654 konstaterade Du Tertre att köttet var segt och att vissa ansåg det vara oätligt och till och med giftigt. Han noterade dock att han och andra ofta åt av fågeln och att han inte upplevde några men. Du Tertre beskriver också att ursprungsbefolkningen bar fjädrar från aran på huvudet och som mustascher piercade genom näsan. I sina skildringar beskriver han att arorna ofta blev sjuka och sjukdom parat med jakt kan ha bidragit till artens försvinnande. 1760 citerar franske zoologen  Mathurin Jacques Brisson ett brev från fransmannen M. de la Borde, i vilket denne skriver att arorna hade blivit mycket sällsynta i Antillerna eftersom de jagades för föda. De kunde endast hittas i mer avlägsna områden och dog troligen ut strax efteråt.